# 8e armée de route
Pour les articles homonymes, voir 8e armée.
La 8e Armée de route (chinois : 八路軍 ; pinyin : bā lù jūn), également appelée 八路 (route huit), 土八路 (route huit de terre) également appelé par les nationalistes  armée communiste (共军, abréviation de 共产党军), créée le 22 août 1937 était une des forces militaires dirigée par le Parti communiste chinois au sein de l'Armée nationale révolutionnaire chinoise, pendant la guerre sino-japonaise (1937-1945). Elle était commandée par le général Zhu De, collaborateur du dirigeant politique Mao Zedong.

## Historique
L’Armée rouge chinoise a été créée en 1927 lorsque la 27e division de l'Armée nationale révolutionnaire s’est mutinée.

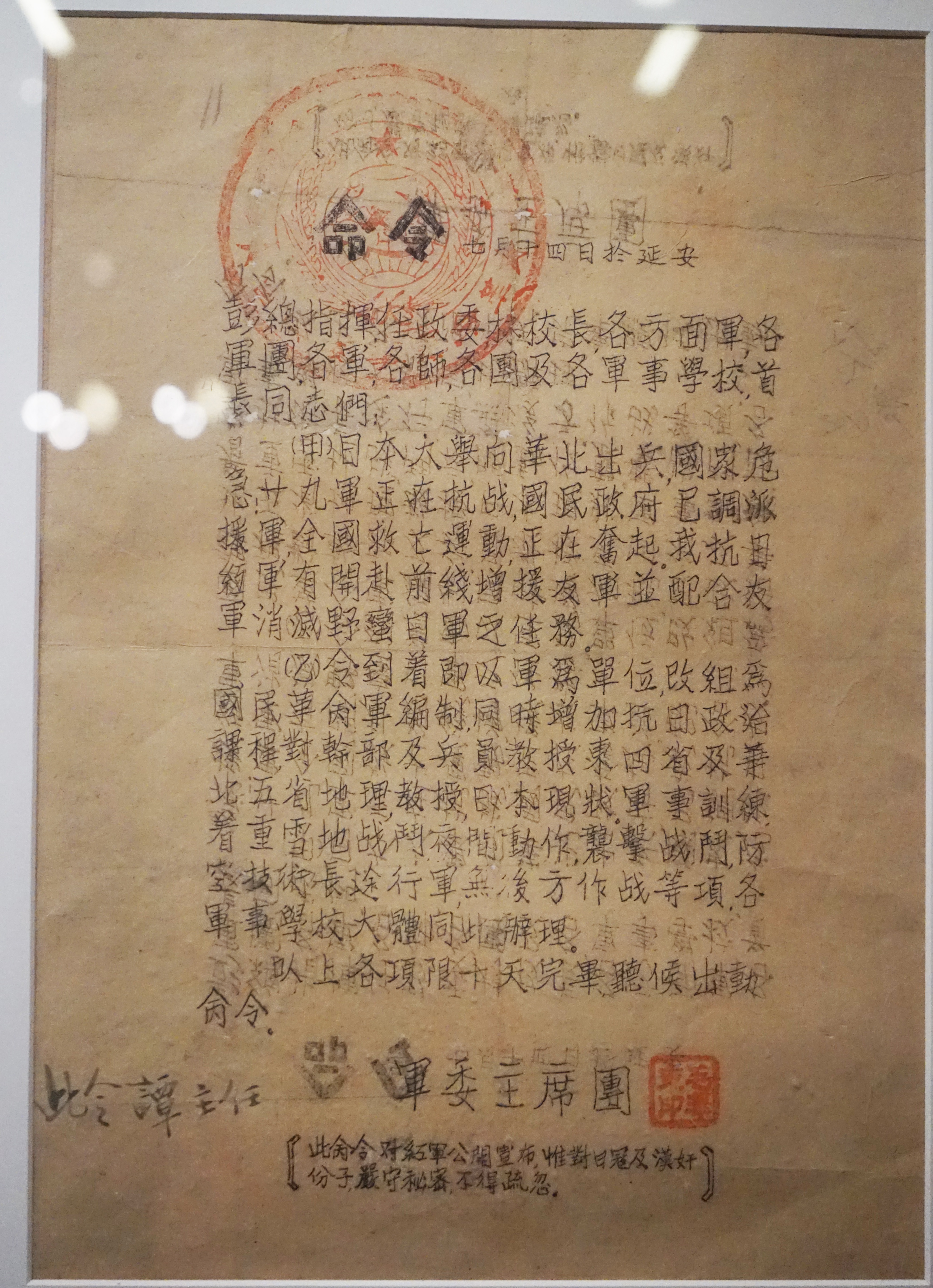
En juillet 1937, le Présidium de la Commission militaire centrale a ordonné à l’Armée rouge de se réorganiser en Armée nationale révolutionnaire et de défendre le front anti-japonais.

Durant une dizaine d’années l’armée rouge s’est battue contre les forces du Kuomintang. Après l’invasion de la Chine par le Japon en 1937, les communistes et le Kuomintang formèrent un deuxième front Uni contre l’envahisseur. La 8e Armée de route s'est alors particulièrement illustrée lors de la Bataille de Pingxingguan et de l'Offensive des cent régiments. Les forces communistes n’avaient pas d’uniforme particulier et portaient soit l’uniforme des forces du Kuomintang, soit des vêtements civils.
Les deux principales forces communistes étaient la 4e Armée et la 8e Armée de route, ainsi appelées conformément aux appellations en vigueur dans l’armée chinoise. La 8e Armée de route comprenait trois divisions (la 115e commandée par Lin Biao, la 120e et la 129e). Sa principale force résidait dans son aptitude à traverser les lignes ennemies. Ainsi les forces communistes pouvaient aisément attaquer les lignes de ravitaillement et les petites garnisons japonaises.

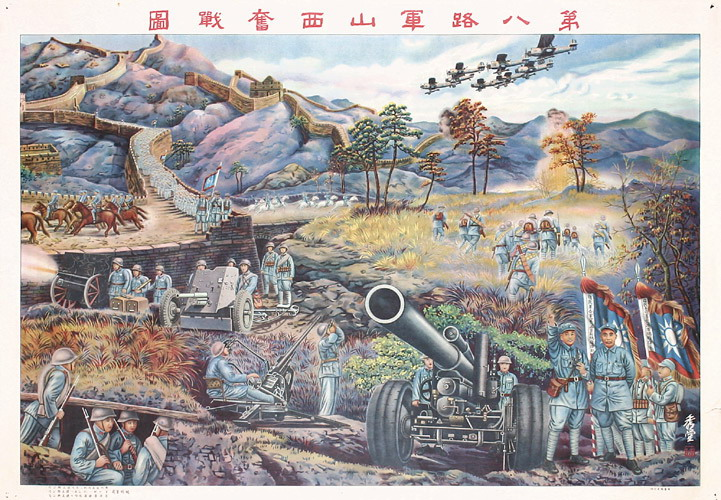
Affiche décrivant la résistance de la 8e armée de route.

Au début de la Seconde Guerre mondiale, la 8e Armée de route s’est infiltrée derrière les lignes japonaises en Chine du nord où elle a établi ses bases d’opération.  Elle recruta des milices chinoises peu formées. Le manque de ravitaillement forcèrent les chinois à se nourrir et s’équiper sur le dos de l’ennemi. En raison de la distance qui séparait les bases communistes des grandes villes où étaient stationnées les forces japonaises, les japonais ne firent, jusqu'à l'offensive des cent régiments, pas d’efforts sérieux pour neutraliser ces forces chinoises. À partir de 1942, les forces communistes furent durement attaquées par le Japon dans le nord de la Chine, dans le cadre des opérations de répression désignées sous le nom de Politique des Trois Tout. Selon certaines estimations, la 8e Armée de route aurait perdu environ la moitié de ses effectifs du fait des représailles japonaises.
Après la Seconde Guerre mondiale, la 8e Armée de route n’a pas connu de réels combats et a ensuite été intégrée dans l'Armée populaire de libération.
Avant et pendant la guerre de Corée, l’Armée populaire de Corée (c’est-à-dire l’armée communiste de Corée du Nord) fut formée principalement de vétérans coréens de l’Armée rouge soviétique et de la 8e Armée de route.